# 斯汤顿弃兵
斯汤顿弃兵是國際象棋開局荷蘭防禦的一種，走法為：
1.d4 f5 2.e4